# Teliucu Inferior
Teliucu Inferior (en hongrois : Alsótelek, en allemand : Untertelek) est une commune du Județ de Hunedoara en Transylvanie, (Roumanie).